# Roel Grit
Roel Grit (Emmen, 25 oktober 1954) is een Nederlandse auteur van non-fictie boeken.
Grit is geboren in 1954 en woonachtig in Emmen. Hij studeerde fysische chemie aan de RUG en volgde diverse automatiseringsopleidingen. Grit werkte van 2014-2020 als chemiedocent op NHL-Stenden Hogeschool in Emmen. Ook heeft hij ruim 15 boeken op zijn naam staan. Zijn eerste boek, Projectmanagement, is uitgegroeid tot een bestseller. Zijn meest recente boek, Wetenschap is geen mening, verscheen in februari 2022. In dit boek legt Grit complexe en maatschappelijk relevante thema’s als klimaat en energie uit aan een groot publiek. Daarnaast brengt hij ook als coauteur boeken uit. Het boek Zo studeer je schreef hij samen met zijn dochter Saskia Grit.
Naast zijn voorliefde voor exacte onderwerpen is Grit ook een liefhebber van muziek. Hij speelt gitaar en zingt, en luistert naar pop, jazz en blues. Speciaal voor mede-muziekliefhebbers schreef hij Ontdek de muziek.